# Колюча акула шаблезуба
Колюча акула шаблезуба (Scymnodon ringens) — акула з роду Scymnodon родини Полярні акули.

## Опис
Загальна довжина досягає 1,1 м. Голова потовщена, морда широка і коротка, рот дуже широкий. З великими зубами в нижній щелепі, що утворюють гостру ріжучу кромку. Зуби верхньої щелепи дрібні й тонкі. Така будова зубного апарату дозволяє їй атакувати та розчленовувати велику здобич. Тулуб витягнутий, кремезний. Шипи на спинних плавцях невеликі. Забарвлення темне, майже чорне.

## Спосіб життя
Тримається глибин від 200 до 1600 м. Доволі активна хижачка. Живиться пелагічними костистими рибами та донними безхребетними.
Це яйцеживородна акула.
Вживається у сухому вигляді та у вигляді рибного борошна.

## Розповсюдження
Мешкає у помірних і теплих водах Атлантичного та Тихого океанів. Зустрічається біля берегів Європи (Шотландія, Іспанія, Португалія) і на півночі Африки (Сенегал), а також поблизу Нової Зеландії.